# Emil Reimann GmbH

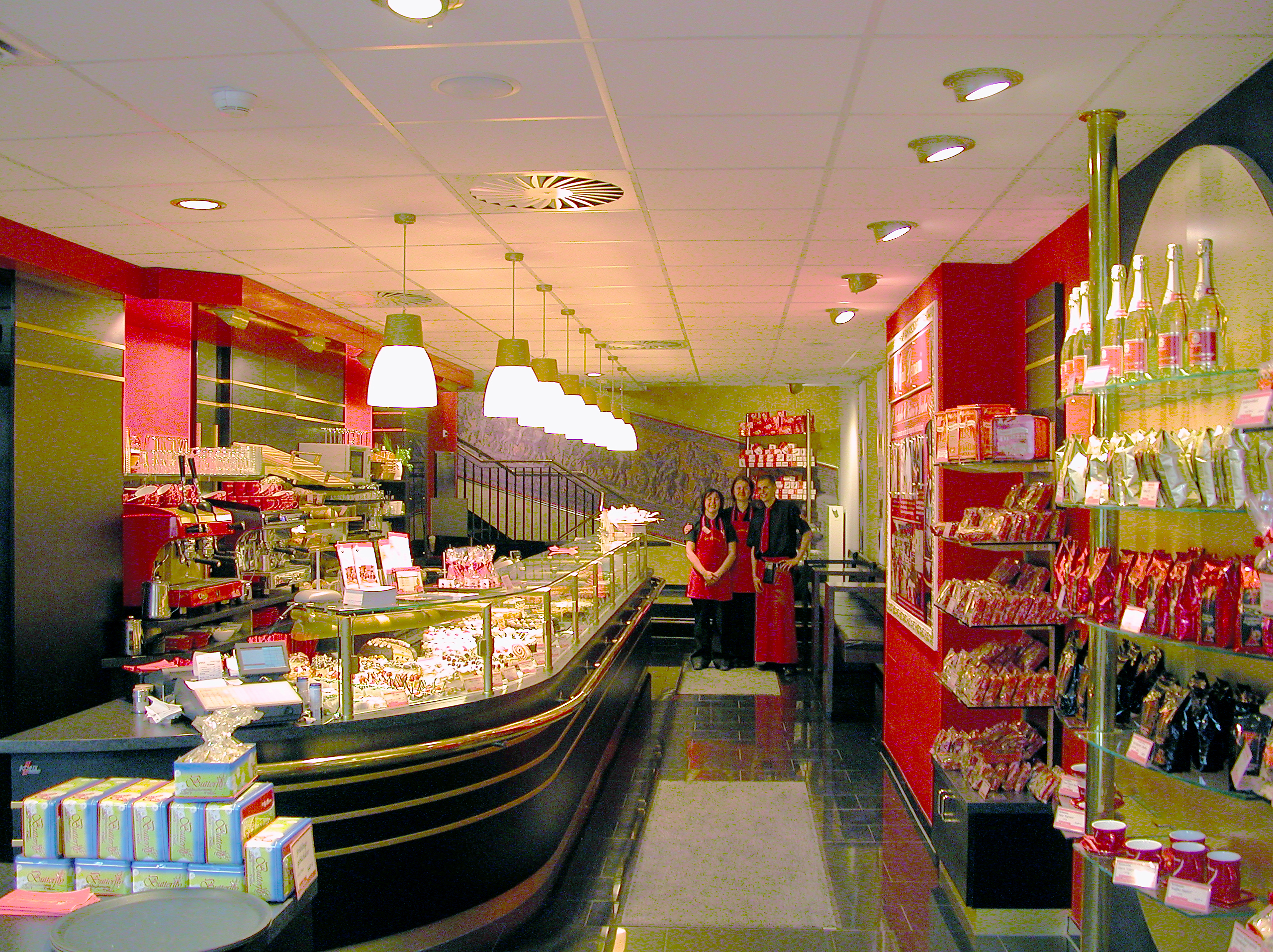
Reimann-Filiale am Dresdner Neumarkt

Die Emil Reimann GmbH ist eine in Dresden ansässige Großbäckerei mit rund 80 Standorten im Großraum Chemnitz, Dresden, Leipzig, Halle sowie in Baden-Württemberg. Außerdem betreibt die Bäckerei eine Filiale in Nersingen (Bayern). Sie stellt vor allem Brot und Christstollen her.
Das Porträt des Gründers Emil Reimann (1871–1925) ziert zahlreiche Verpackungen und ist auch auf der Website des Unternehmens präsent.

## Geschichte
Am 24. Februar 1910 wurde der Kaufvertrag über ein Fabrikgrundstück in Chemnitz abgeschlossen. Am 26. April 1910 wurde dann von Emil Reimann und seinem Schwager Paul Kaden die Firma „Sächsische Brotfabrik-Union Reimann & Kaden“ gegründet und ins Handelsregister eingetragen. Kaden übernahm 1913 die seit 1883 von Friedrich Schmidt – dem Vater von Karl Schmidt-Rottluff – betriebene Mühle in Rottluff bei Chemnitz. 1925 war das Unternehmen eine der größten Bäckereien Deutschlands („Brotunion“). In der DDR wurde das Unternehmen als VEB Großbäckerei Union weitergeführt. Der Unternehmenssitz ist seit 2003 Dresden.